# Chiesa di San Biagio dei Caserti
La chiesa di San Biagio dei Caserti, a Napoli, è una piccola chiesa ubicata in vicoletto dei Caserti (Angiporto dei Caserti), in prossimità di San Nicola dei Caserti.

## Storia e descrizione
L'edificio venne fondato nel XVIII secolo e oggi versa in grave stato di degrado.
La facciata è in stile barocco ed è costituita da lesene e da un timpano che inquadra una finestra settecentesca.
Inoltre è presente un campanile a vela con timpano e volute laterali.